# 高速公路催眠

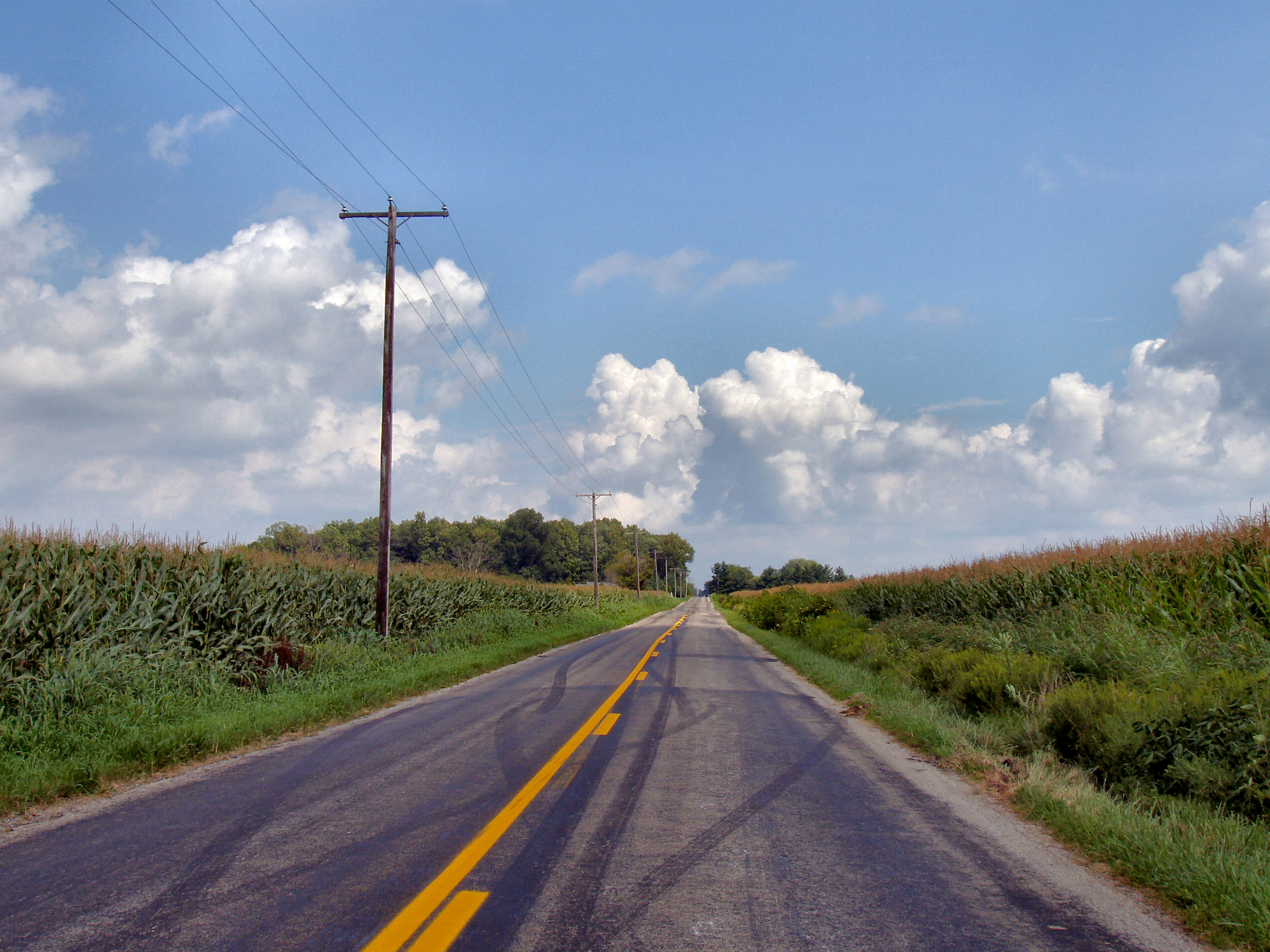
美國印第安納州的道路

高速公路催眠是指汽车司机開了很長一段路之後，完全不记得自己經過哪裡，甚至會錯過了本來要去的目的地以及開錯了道路，此時司機面无表情、目光呆滞，但。司機行駛在单调的道路上，更容易會出現這種狀況。睡意也是誘發這一情況的重要因素。司機保持清醒的狀態、喝咖啡、聽音樂可以盡量避免這一情況的發生。